# Machaonia woodburyana
Machaonia woodburyana là một loài thực vật có hoa trong họ Thiến thảo. Loài này được Acev.-Rodr. mô tả khoa học đầu tiên năm 1993. Chúng được tìm thấy ở đảo Virgin của Mỹ và đảo Virgin của Anh trong vùng biển Caribbean.